# Chōjin Sentai Jetman
Chōjin Sentai Jetman (jap. 鳥人戦隊ジェットマン Chōjin Sentai Jettoman; Lotniczy Oddział Bojowy Jetman) – japoński serial z gatunku tokusatsu z roku 1991. Jest piętnastym serialem z sagi Super Sentai stworzonym przez Toei Company. Emitowany na kanale TV Asahi od 15 lutego 1991 roku do 14 lutego 1992. Serial liczył 51 odcinków.
Serial był emitowany także w Portugalii i we Francji. W Polsce nie był emitowany. Obok Liveman jest jedną z mroczniejszych i poważniejszych serii. W trakcie swej pierwszej emisji Jetman bił rekordy popularności nie tylko w docelowej grupie odbiorców, a w przeprowadzonym przez Toei i Bandai konkursie na najlepszy serial Sentai wszech czasów zajął pierwsze miejsce. Serial w dużej mierze nawiązywał do popularnego w latach 70. anime Wojna planet. 

## Fabuła
Akcja rozpoczyna się w roku 199X (później okazuje się, że jest to rok 1991), w siedzibie międzynarodowej agencji obrony Sky Force. Na statku naukowcy stworzyli specjalne promieniowanie zwane Birdonik, które daje napromieniowanej nim osobie nadludzką siłę. Eksperyment ten nosił nazwę "Projekt J". Szefowa projektu Aya Odagiri, wybiera 5 elitarnych żołnierzy Sky Force do tego doświadczenia. Wśród nich jest para zakochanych – Ryū Tendo i Rie Aoi. Ryū staje się pierwszym Jetmanem. Jednak statek zostaje zaatakowany i zniszczony przez pozaziemską organizację zwaną Vyram. Ginie Rie, a Odagiri i Ryū uciekają na Ziemię. Na dodatek promienie Birdonik trafiły na czterech przypadkowych cywilów. Ryū i Aya postanawiają ich odnaleźć. Od tej pory Jetmani muszą walczyć w obronie Ziemi.

## Herosi
Kilkanaście lat po zwycięstwie nad Vyram, Jetmani biorą udział w Wojnie Legend w Kaizoku Sentai Gokaiger, gdzie powstrzymują pierwszy najazd Zangyacków na Ziemię. Walczą wtedy ponownie w piątkę, ponieważ Gai został wskrzeszony. Ponadto jest on wtedy jedynym Jetmanem, który pojawia się w ludzkiej postaci.
- Ryū Tendō (jap. 天堂 竜 Tendō Ryū) / Czerwony Jastrząb (jap. レッドホーク Reddo Hōku; Red Hawk) – lider drużyny, ma 25 lat, jednak w 13 odcinku obchodzi 26 urodziny. Oficer Skyforce oznaczony kryptonimem "W6". Pochodzi ze wsi i ma silną duchowo babcię, która w jednym odcinku chciała zeswatać go z pewną dziewczyną, oczywiście wbrew jego woli. Ryū nie pije alkoholu, woli za to wypić gorące mleko. W młodości grał w futbol amerykański i pracował naukowo. Ryū to jedyny członek grupy, który oficjalnie miał zostać Jetmanem. Zawsze dąży do bycia profesjonalistą i nie pozwala swym osobistym emocjom na przeszkadzanie mu w walce. Chce, aby to samo robili jego koledzy z ekipy. Mimo to Ryū nie może sobie z tym poradzić i ma konflikt wewnętrzny, gdyż odkrywa, że jego ukochana Rie przyłączyła się do Vyram. Wybacza jej to gdy dowiaduje się, że została ona wciągnięta tam bez własnej woli. Kiedy Rie zostaje zabita przez Radigue, Ryū postanawia stoczyć z nim pojedynek sam na sam i opuszcza grupę. Kiedy okazuje się, że nie może sobie z nim poradzić, Kaori przywraca mu rozum i przypomina mu o ostatnich słowach jego ukochanej. W końcu w ostatecznej walce trzema robotami Ryū pomaga pozostałym zniszczyć Radigue raz na zawsze. 3 lata później bierze ślub z Kaori, a potem rodzi im się syn, którego nazwali Gai.
  - Jet Maszyna: Jet Jastrząb

- Gai Yūki (jap. 結城 凱 Yūki Gai) / Czarny Kondor (jap. ブラックコンドル Burakku Kondoru; Black Condor) – 25-letni samotny wilk, który nie cierpi, gdy ktoś mówi mu, jak ma postępować. W zespole pełni funkcję zastępcy dowódcy. Gai uwielbia bójki, jednak woli pracować nad czymś bez użycia przemocy. Jego styl walki bazuje na walkach ulicznych i mieszanych sztukach walki, a dodatkowo na zagrywkach poniżej pasa. Jego zdolności walki są praktyczne równe Ryū, z którym stoczył na początku serii wiele bójek. Gai początkowo nie chciał uznać Ryū za swojego szefa, myślał, że ten chce go siłą wciągnąć w coś, czego on nie chce, jednak z biegiem czasu dwójka stała się najlepszymi przyjaciółmi. Gai ma rozmaite zainteresowania: alkohol (w szczególności szkocka whisky The Macallan), papierosy, pływanie, jazda motocyklem, gra na saksofonie, hazard i flirtowanie z kobietami. Zakochał się w Kaori i początkowo bezskutecznie starał się z nią flirtować, co doprowadzało go do frustracji. Na dodatek z tego powodu nasiliły się sprzeczności między nim a Ryū zakończone kilkoma bójkami. Kiedy w końcu dziewczyna odwzajemniła jego uczucia, chciała go przedstawić rodzicom jako mężczyznę z bogatego domu. Godziło to w jego osobowość, a z czasem wyszły wielkie różnice między nimi, co spowodowało, że zakończyli swój związek. Rywalizował z Ryū i Greyem, którego pokonał w przedostatnim odcinku. Z pomocą Ryū w ostatnim odcinku zadał zabójczy cios Radigue i w ten sposób Jetmani pokonali Vyram. 3 lata po zwycięstwie Gai kupował kwiaty na ślub Ryū i Kaori, jednak w drodze na uroczystość natknął się na kieszonkowca, który ukradł starszej kobiecie torebkę. Gai obezwładnił go i zabrał skradzioną rzecz, jednak złodziej dźgnął go nożem w brzuch. Kiedy wreszcie dotarł do kościoła usiadł na ławce i podczas rozmowy z Ryū starał się ukryć ranę. W końcu Gai wykrwawił się i umarł spoglądając na szczęśliwych uczestników wesela. Na jego cześć Ryū i Kaori nazwali swego syna Gai. 17 lat później Gai został dwukrotnie wskrzeszony – za pierwszym razem podczas Bitwy Legend, a za drugim, gdy przekazał Gokaigersom sekret kluczy Jetmanów. Jego grób jest odwiedzany przez pozostałych Jetmanów, którzy kładą na nim różne rzeczy m.in. alkohol, papierosy i jedzenie, ponieważ Gai czasem przybywa z zaświatów żeby w razie czego ochronić swych kompanów.
  - Jet Maszyna: Jet Kondor

- Raita Ōishi (jap. 大石 雷太 Ōishi Raita) / Żółty Puchacz (jap. イエローオウル Ierō Ōru; Yellow Owl) – 24-letni miłośnik natury i hodowca warzyw. Ma nadwagę i nosi okulary. Optymista i wesołek, najbardziej humorystyczna postać serialu. Podobnie jak Ryū nie pija alkoholu, jednak zdarza mu się okazyjnie wypić szampana. Został wychowany przez swoją babkę, ponieważ jego rodzice byli zbyt zajęci pracą rolniczą żeby się nim opiekować. Będąc dzieckiem nie cierpiał pomidorów i był w koszmarach nękany przez straszliwego Pomidorowego Króla. Darzy Kaori miłością platoniczną, stara się ją zawsze bronić i nie obchodzi go to, że ona nie darzy go uczuciami. Ona traktuje go jak bliskiego przyjaciela i dwójka tworzy zgrany duet. Raita kochał się w dziewczynie ze swojego dzieciństwa o imieniu Satsuki. Kiedy byli dziećmi Satsuki obiecała mu że jeśli on wygra wyścig w błocie, ona wyjdzie za niego. Dzięki swej determinacji Raita pokonał pozostałych i wygrał. Jako że jest najsilniejszym fizycznie z Jetmanów, specjalizuje się w atakach z użyciem siły. Jego styl walki opiera się na sumo i ciskaniu we wroga głazami (co jest nawiązaniem do jego nazwiska, które oznacza duży kamień). 3 lata po pokonaniu Vyram Raita żeni się z Satsuki i poszerza swą działalność hodowlaną. Dwójka jest także gośćmi na ślubie Ryū i Kaori. Zostaje wspomniany w 28 odcinku Gokaiger, gdzie Gai Ikari/Gokai Srebrny mówi, że Raita dorobił się fortuny poprzez sprzedaż warzyw przez internet.
  - Jet Maszyna: Jet Puchacz

- Kaori Rokumeikan (jap. 鹿鳴館 香 Rokumeikan Kaori) / Biały Łabędź (jap. ホワイトスワン Howaito Suwan; White Swan) – 22-letnia dziedziczka imperium finansowego Rokumeikan. Została wychowana przez swego lokaja Jiiyę, gdyż jej rodzice mieszkali w Nowym Jorku. Lokaj nauczył ją także sztuki walki mieczem kendo. Została Jetmanem, ponieważ miała dosyć swego nudnego życia. Strzela najlepiej z całej piątki. Po nieudanym związku z pysznym i chciwym biznesmenem po raz kolejny przekonała się, że ważniejsi są dla niej jej przyjaciele. Znajduje się w środku trójkąta miłosnego z Ryū i Gaiem. Była zakochana w Ryū, ale Gai przez dłuższy czas starał się ją odbić, co w końcu mu się udało. Jednak po tym, jak chciała go przedstawić swym rodzicom jako zamożnego mężczyznę ten uznał, że byłoby to fałszywe i przestał się nią interesować. Tym samym Kaori przekonała się o tym, że była rozpieszczoną, bogatą dziewczyną, która nie wiedziała o etycznie ważniejszych celach. Po śmierci Rie próbowała postawić Ryū na nogi i przypomniała mu, że ostatnimi słowami jego ukochanej była prośba, aby nie walczył by się za nią mścić. 3 lata później po pokonaniu Vyram wyszła za Ryū, a potem rodzi mu syna o imieniu Gai.
  - Jet Maszyna: Jet Łabędź

- Ako Hayasaka (jap. 早坂 アコ Hayasaka Ako) / Niebieska Jaskółka (jap. ブルースワロー Burū Suwarō; Blue Swallow) – 18-letnia licealistka, miła i wesoła dziewczyna, która marzy o wyjściu za bogatego mężczyznę. Początkowo za swą działalność jako Jetman chciała otrzymywać pensję 1500 jenów za godzinę, jednak gdy obudził się w niej sens sprawiedliwej walki, zrozumiała, że stała się ona jej misją. Jej najlepszymi przyjaciółkami są jej koleżanka z klasy o imieniu Kyōko, która przypadkowo odkryła jej działalność jako wojowniczki, a także Kaori. Nie lubi pomidorów. Ako w dzieciństwie posiadała pluszowego misia o imieniu Pootan, który został wyrzucony przez nią na śmietnik gdy poszła do liceum, ponieważ sądziła, że będzie on jej przeszkadzać  osiągnięciu dorosłości. Kiedy miś został zamieniony przez Vyram w potwora i po walce skonał na jej rękach, dziewczyna przekonała się na własnym przykładzie, jak ludzie potrafią być marnotrawni. 3 lata po pokonaniu Vyram Ako została gwiazdą i uczestniczyła na ślubie Ryū i Kaori.
  - Jet Maszyna: Jet Jaskółka

### Pomocnicy
- Kapitan Aya Odagiri (jap. 小田切綾長官 Odagiri Aya-chōkan) – kapitan Skyforce, przełożona Jetmanów a zarazem pierwsza kobieta na stanowisku dowódcy w Sentai. Zna się na tworzeniu robotów i sztukach walki. Najważniejszą rzeczą dla niej są jej podwładni, dla nich jest gotowa zaryzykować życiem.

### Arsenał
- Cross Changer (jap. クロスチェンジャー Kurosu Chenjā) – moduł przemiany, bransoletka w kształcie ptaka noszona na prawej ręce każdego Jetmana.
- Corresponder (jap. コレスポンダー Koresupondā) – bransoletka-komunikator noszona na lewej ręce wojownika. Służy do komunikacji i łączenia Jet Maszyn w Jet Ikarosa.
- Jet Działko (jap. ジェットハンドカノン Jetto Hando Kanon; Jet Hand Cannon) – połączenie Bringer Miecza i Bird Blastera.
  - Bringer Miecze (jap. ブリンガーソード Buringā Sōdo; Bringer Swords) – miecze, każdy Jetman posiada jeden.
  - Bird Blastery (jap. バードブラスター Bādo Burasutā) – pistolety laserowe, które posiada każdy Jetman.
- Wing Rękawica (jap. ウィングガントレット Wingu Gantoretto; Wing Gauntlet) – rękawica bojowa, posiada ją każdy wojownik.
- Beak Smasher (jap. ビークスマッシャー Bīku Sumasshā) – pistolet laserowy z samonaprowadzającymi pociskami. Może się połączyć z Bird Blasterem.
- Jet Striker (jap. ジェットストライカー Jetto Sutoraikā) – buggy Czerwonego Jastrzębia. W połowie serialu zostaje ulepszone i może przemienić się w działo zwane Ognistą Bazooką (jap. ファイヤーバズーカ Faiyā Bazūka). Maksymalna prędkość to 500 km/h. Po wprowadzeniu przez Ryū modułu zdalnego sterowania, maszyna zostaje zniszczona w 50 odcinku przez Radigueta.
- Jet Bouncer (jap. ジェットバンサー Jetto Bansā) – samochód Żółtego Puchacza i Białego Łabędzia. Maksymalna prędkość to 400 km/h.
- Jet Speedery (jap. ジェットスピーダー Jetto Supīdā) – motocykle Czarnego Kondora i Niebieskiej Jaskółki. Maksymalna prędkość to 360 km/h.

### Mechy
- Jet Ikar (jap. ジェットイカロス Jetto Ikarosu; Jet Icarus) – pierwszy robot drużyny, powstaje z połączenia pięciu Jet Maszyn. Uzbrojony jest w szereg broni białej m.in. lancę, sztylety, tarczę, topór bojowy, jednak najważniejszą bronią jest Miecz Birdonik (バードニックセイバー Bādonikku Seibā, Birdonic Saber), którym dokonuje ostatecznego ataku. Posiada drugą formę – samolot zwany Ikar Harken (jap. イカロスハーケン Ikarosu Hāken). Robot został nieznacznie zniszczony podczas walki z Raguemem w ostatnim odcinku.
  - Jet Jastrząb (jap. ジェットホーク Jetto Hōku; Jet Hawk) – samolot Czerwonego Jastrzębia. Formuje tors i głowę Jet Ikarusa.
  - Jet Kondor (jap. ジェットコンドル Jetto Kondoru; Jet Condor) – samolot Czarnego Kondora. Formuje lewą nogę Jet Ikarusa.
  - Jet Puchacz (jap. ジェットオウル Jetto Ōru; Jet Owl) – samolot Żółtego Puchacza. Formuje prawą rękę Jet Ikarusa.
  - Jet Łabędź (jap. ジェットスワン Jetto Suwan; Jet Swan) – samolot Białego Łabędzia. Formuje prawą nogę Jet Ikarusa.
  - Jet Jaskółka (jap. ジェットスワロー Jetto Suwarō; Jet Swallow) – samolot Niebieskiej Jaskółki. Formuje lewą rękę oraz tarczę Jet Ikarusa.
- Jet Garuda (jap. ジェットガルーダ Jetto Garūda) – drugi robot Jetmanów, który powstaje z transformacji statku powietrznego o nazwie Bird Garuda (jap. バードガルーダ Bādo Garūda). Bohaterowie otrzymali go od trójki rebeliantów z Królestwa Dymensji. Potrafi się połączyć z Jet Ikarem w Wielkiego Ikara. Czasem jest pilotowany przez Ayę. Jego ostatecznym atakiem są Szpony Garudy. Robot uległ znacznym zniszczeniom w ostatniej walce Jetmanów przeciwko Raguemowi.
- Wielki Ikar (jap. グレートイカロス Gurēto Ikarosu; Great Icarus) – najsilniejszy robot Jetmanów, połączenie Jet Ikarusa z Jet Garudą. Potrafi przekształcić się w samolot zwany Hiper Harken (jap. ハイパーハーケン Haipā Hāken). Jego ostateczną bronią jest atak zwany Bird Maser.
- Tetra Boy (jap. テトラボーイ Tetorabōi) – trzeci robot Jetmanów. Nie potrzebuje pilota, ponieważ posiada sztuczną inteligencję. Specjalizuje się w szybkich atakach bokserskich. Może się zamienić w działo Tetrabuster (jap. テトラバスター Tetorabasutā), które może być użyte przez Jet Ikara albo Jet Garudę. Uległ zniszczeniu w ostatnim odcinku podczas walki z Raguemem.

## Vyram
Międzywymiarowa Frakcja Bojowa Vyram (jap. 次元戦団バイラム Jigen Sendan Bairamu) to antagoniści w serialu. Jest to grupa prominentnych żołnierzy z innego wymiaru, która po jego podbiciu dotarła do naszego wymiaru i chce zawładnąć również nim. Vyram nie ma konkretnego przywódcy, dlatego czwórka jego członków współzawodniczy ze sobą, a zgodnie z ich umową szefem grupy zostanie ten, który pokona Jetmanów. Członkowie Vyram gardzą ludźmi i uważają ich za głupie istoty niższej kategorii, niezdolne do postępu.
- Radigue (jap. ラディゲ Radige) – główny czarny charakter serii, zimy i brutalny generał, który by stać się przywódcą Vyram jest gotowy na każde poświęcenie, a nawet współpracę z wrogiem.

- Rie Aoi (jap. 藍リエ Aoi Rie) / Maria (jap. マリア Maria) – 22-letnia ukochana Ryū, która została uznana za zmarłą po ataku na statek kosmiczny Skyforce, jednak została porwana i przemieniona i pozbawiona pamięci przez Radigue stając się żądną krwi i walki Marią.

- Toran (jap. トラン Toran) / Cesarz Toranza (jap. 帝王トランザ Teiō Toranza) – sadystyczny chłopiec obdarzony zdolnościami telekinetycznymi. Tworzy potwory na wzór dziecięcych zabawek, zaś walkę przeciw ludziom traktuje jak zabawę. Bardzo rywalizuje z Radiguem. Kiedy jego dziecięca postura powstrzymała Ryū od atakowania go, Toran został wyśmiany przez pozostałych członków Vyram. Pod wpływem wściekłości i rozpaczy Toran ostatecznie przemienił się w swoją dorosłą postać - Toranzę, który był potężniejszy od Radigue i ogłosił się władcą Vyram. Trójka generałów postanowiła go usunąć raz tworząc potwora a za drugim uszkadzając robota Weronikę, którego Toranza stworzył. Po pozbyciu się Radigue okazało się, że ten przeżył i ostatecznie dokonał zemsty na Toranzie za upokorzenie go, co spowodowało u pokonanego trwały uraz na psychice i umieszczenie go w szpitalu psychiatrycznym.

- Grey (jap. グレイ Gurei) – robot-asasyn będący jednym z generałów Vyram, jak na ironię najbardziej ludzkim i rozsądnym spośród nich. Uzbrojony jest w miecz, karabin i działo. Mimo bycia maszyną, u Greya pojawiły się ludzkie uczucia- pije wino, pali cygara, słucha muzyki i stara się nauczyć gry na fortepianie, na którym często gra Maria. Przez jej grę Grey zakochał się w niej i kilkakrotnie okazywał to ryzykując dla niej swe życie i chroniąc ją przed atakami Jetmanów lub któregoś z wewnętrznych rywali. Za idealnego rywala upatruje Gaia. Kiedy pod koniec serii poznaje zamiary Radigueta odnośnie do Marii, wyjawia jej je, ale bezskutecznie. Gdy Maria zignorowała go, Grey postanowił poprosić Jetmanów, aby ją chronili. Kiedy Rie zostaje zabita przez Radigueta, Grey chowa ją w morzu. Przez jej śmierć stracił sens życia i postanowił odbyć ostateczny pojedynek z Gaiem. W końcu zostaje poważnie zniszczony, a Gai na znak szacunku zapala mu ostatnie cygaro. Po gwizdaniu melodii, jaką grała mu Maria, Grey ostatecznie wyłączył się.
- Cesarzowa Jūza (jap. ジュウザ女帝 Jūza Jotei)
- Grinamy (jap. グリナム兵 Gurinamu Hei) - słaba piechota Vyram łatwo pokonywana przez Jetmanów.

### Wymiarobestie
Wymiarobestie (jap. 次元獣 Jigenjū) są istotami powstałymi poprzez połączenie pasożyta zwanego Wymiarożukiem (jap. 次元虫 Jigenmushi) z dowolnym przedmiotem, którego on opętuje. Tak powstała kreatura zwykle posiada jakieś specjalne moce lub broń. Nawet jeśli zostanie zniszczona w ludzkim rozmiarze, to dzięki ukrytej mocy pasożyta może się odrodzić i powiększyć do gigantycznej postaci.
- Matka Wymiarożuków (jap. 次元虫母 Jigenmushi Haha; 1-2) – pierwszy potwór, z jakimi Jetmani mieli do czynienia. Była to kosmiczna bestia zesłana przez Radigue na Ziemię w celu wyssania z ludzi ich energii życiowej i nakarmienia nią swego potomstwa. W pierwszym odcinku została śmiertelnie raniona przez Czerwonego Jastrzębia, ale od zgonu ocalił ją Radigue. Kiedy odczepiła od siebie jaja z potomstwem, została ponownie wysłana na Ziemię, po czym została ostatecznie zniszczona przez piątkę Jetmanów.
- Myśliwcopotwór (jap. ファイタージゲン Faitājigen; 2) – pierwsza Wymiarobestia w serialu. Narodził się, gdy Radigue przyczepił Wymiarożuka do myśliwca Ayi, która po kilku próbach katapultowała się. Gigantyczny potwór stoczył walkę z Jet Jastrzębiem, a następnie porwał i zrzucił z wysokości Gaia, jednak ten został uratowany przez Ryū. Gdy ten drugi w przemienionej postaci zauważył wyciek paliwa u potwora, strzelił w cieknącą rurę, a gigantyczna bestia eksplodowała.
- Kranopotwór (jap. ジャグチジゲン Jaguchijigen; 3)
- Drogopotwór (jap. ロードジゲン Rōdojigen'; 4-5)
- Domopotwór (jap. ハウスジゲン Hausujigen; 6)
- Lustropotwór (jap. カガミジゲン Kagamijigen; 7)
- Diamentopotwór (jap. ダイヤジゲン Daiyajigen; 8 i 27)
- Modopotwór (jap. ファッションジゲン Fasshonjigen; 9)
- Makaronopotwór (jap. ヌードルジゲン Nūdorujigen; 10 i 27)
- Automatopotwór (jap. ジハンキジゲン Jihankijigen; 11)
- Busopotwór (jap. バスジゲン Basujigen; 12)
- Fotopotwór (jap. カメラジゲン Kamerajigen; 13-14)
- Głosopotwór (jap. ボイスジゲン Boisujigen; 15)
- Papieropotwór (jap. カミジゲン Kamijigen; 16 i 27)
- Wróżkopotwór (jap. ウラナイジゲン Uranaijigen; 19)
- Odkurzaczopotwór (jap. ソウジキジゲン Sōjikijigen; 20)
- Śmieciopotwór (jap. ゴミジゲン Gomijigen; 21)
- Suszarkopotwór (jap. ドライヤージゲン Doraiyājigen; 28)

### Biowymiarobestie
Biowymiarobestie (jap. バイオ次元獣 Baiojigenjū) są ulepszonym rodzajem Wymiarobestii, posiadającym dodatkowo czynniki biologiczne. Proces powstania jest podobny jak u zwykłych Wymiarobestii, z tą różnicą, że pasożyt posiada w sobie dodatkowo DNA jakiegoś zwierzęcia. Potwór taki po zniszczeniu w ludzkich rozmiarach także może się wskrzesić i stać się gigantem.
- Lampopancernik (jap. ライトアルマジロ Raitoarumajiro; 25)
- Chronomamut (jap. ジクウマンモス Jikūmanmosu; 26)
- Zbrojowąż (jap. ヨロイスネーク Yoroisunēku; 29)
- Klejokaraluch (jap. 粘着ゴキブリ Nenchakugokiburi; 33)
- Truciznoszczur (jap. 毒ガスネズミ Dokugasunezumi; 35)
- Armatomrówka (jap. アリバズーカ Aribazūka; 36)
- Torpedopirania (jap. ギョライピラニア Gyoraipirania; 37)
- Laserojaszczur (jap. レーザートカゲ Rēzātokage; 38)
- Młotokameleon (jap. ハンマーカメレオン Hanmākamereon; 38)
- Snajperokot (jap. スナイパーキャット Sunaipākyatto; 39)
- Meteor BEM (jap. 隕石ベム Insekibemu; 40-41)
- Wiertłopijawka (jap. ヒルドリル Hirudoriru; 43)

### Inne potwory
- Semimaru (jap. セミマル; 18-24)
- Demon Muu (jap. 魔神ムー Majin Mū; 30)
- Ramon i Gorg (jap. 魔神ラモンとゴーグ Majin Ramon to Gōgu; 30-32)
- Piekielna Meduza (jap. ジゴクメドゥーサ Jigokumedūsa; 34)
- Robot G2 (jap. ロボットG2 Robotto Jītsū; 42)
- Robodemon Weronika (jap. 魔神ロボ ベロニカ Majinrobo Beronika; 43-45)
- Pomidorowy Król (jap. トマト大王 Tomato Daiō; 46)

## Lista odcinków
1. Poszukiwanie wojowników (jap. 戦士を探せ Senshi o Sagase)
2. Trzeci wojownik (jap. 第三の戦士 Daisan no Senshi)
3. Moc piatki (jap. 五つの力 Itsutsu no Chikara)
4. Walcząca panna młoda (jap. 戦う花嫁 Tatakau Hanayome)
5. Zakochaj się we mnie (jap. 俺に惚れろ Ore ni Horero)
6. Wściekły robot (jap. 怒れロボ！ Ikare Robo!)
7. Ślub Ryū!? (jap. 竜の結婚！？ Ryū no Kekkon!?)
8. Śmiejący się diament (jap. 笑うダイヤ Warau Daiya)
9. Błotna miłość (jap. 泥んこの恋 Doronko no Koi)
10. Kubek klusek (jap. カップめん Kappu Men)
11. Niebezpieczna gra (jap. 危険な遊び Kiken na Asobi)
12. Autobus do piekła (jap. 地獄行バス Jigokuyuki Basu)
13. Miłosny labirynt (jap. 愛の迷路 Ai no Meiro)
14. Zabójcza bazooka miłości (jap. 愛の必殺砲（バズーカ） Ai no Hissatsu Bazūka)
15. Wojowniczka-licealistka (jap. 高校生戦士 Kōkōsei Senshi)
16. Papierowa rewolucja (jap. 紙々の叛乱 Kamigami no Hanran)
17. Wskrzeszona cesarzowa (jap. 復活の女帝 Fukkatsu no Jotei)
18. Gai umiera (jap. 凱、死す！ Gai, Shisu!)
19. Widzę! (jap. 見えます！ Miemasu!)
20. Ślub z odkurzaczem (jap. 結婚掃除機 Kekkon Sōjiki)
21. Chodzące śmieci (jap. 歩くゴミ Aruku Gomi)
22. Eksplodująca miłość (jap. 爆発する恋 Bakuhatsu Suru Koi)
23. Przybycie nowej drużyny (jap. 新戦隊登場 Shin Sentai Tōjō)
24. Uruchomienie super robota (jap. 出撃超（スーパー）ロボ Shutsugeki Sūpā Robo)
25. Śmiech ludzi cienia (jap. 笑う影人間 Warau Kage Ningen)
26. Jestem jaskiniowcem (jap. 僕は原始人 Boku wa Genshijin)
27. Wielka ucieczka z piekła (jap. 魔界大脱出 Makai Dai Dasshutsu)
28. Oryginalna Wymiarobestia (jap. 元祖次元獣 Ganso Jigenjū)
29. Ostateczna walka (jap. 最後の戦い Saigo no Tatakai)
30. Stoją trzy demony (jap. 三魔神起つ San Majin Tatsu)
31. Rozwiązanie drużyny (jap. 戦隊解散！ Sentai Kaisan!)
32. Powrót skrzydeł (jap. 翼よ！再び Tsubasa yo! Futatabi)
33. Karaluchy (jap. ゴキブリだ Gokiburi Da)
34. Zdrajca Ryū (jap. 裏切りの竜 Uragiri no Ryū)
35. Gołębia wola walki (jap. 鳩がくれた戦う勇気 Hato ga Kureta Tatakau Yūki)
36. Chodzący apetyt Mrówkoludów (jap. 歩く食欲！アリ人間 Aruku Shokuyoku! Ari Ningen)
37. Narodziny Cesarza Toranzy (jap. 誕生！帝王トランザ Tanjō! Teiō Toranza)
38. Nagłe uderzenie młotem (jap. いきなりハンマー！ Ikinari Hanmā!)
39. Kręć się, ruletko życia (jap. 廻せ命のルーレット Mawase Inochi no Rūretto)
40. Rozkaz zmiany drużyny (jap. 命令！戦隊交代せよ Meirei! Sentai Kōtai Seyo)
41. Przemiana niemożliwa! Zniszczenie bazy (jap. 変身不能！基地壊滅 Henshin Funō! Kichi Kaimetsu)
42. Śpij u mego boku (jap. おれの胸で眠れ！ Ore no Mune de Nemure!)
43. Wedrzeć się do ciała dowódcy (jap. 長官の体に潜入せよ Chōkan no Karada ni Sennyū Seyo)
44. Robodemon Weronika (jap. 魔神ロボ！ベロニカ Majin Robo! Beronika)
45. Zwycięskie gorące mleko (jap. 勝利のホットミルク Shōri no Hotto Miruku)
46. Wielki Szatan uprawy pomidorów (jap. トマト畑の大魔王 Tomato-batake no Daimaō)
47. Chwała Cesarza Toranzy (jap. 帝王トランザの栄光 Teiō Toranza no Eikō)
48. Pocałunek wzywający śmierć (jap. 死を呼ぶくちづけ Shi o Yobu Kuchizuke)
49. Maria... Jej miłość i śmierć (jap. マリア…その愛と死 Maria… Sono Ai to Shi)
50. Walki na śmierć i życie (jap. それぞれの死闘 Sorezore no Shitō)
51. Lećcie, ludzie-ptaki! (jap. はばたけ！鳥人よ Habatake! Chōjin yo)

## Obsada
- Kōtarō Tanaka – Ryū Tendō / Czerwony Jastrząb
- Toshihide Wakamatsu – Gai Yūki / Czarny Kondor
- Ikko Tadano – Raita Ōishi / Żółty Puchacz
- Rika Kishida – Kaori Rokumeikan / Biały Łabędź
- Sayuri Uchida – Ako Hayasaka / Niebieska Jaskółka
- Mikiko Miki – Kapitan Aya Odagiri
- Daisuke Tachi – Radiguet
- Miku Kuga – Toran
  - Yutaka Hirose – Cesarz Toranza
- Maho Maruyama – Rie Aoi / Maria
- Hideaki Kusaka – Grey

### Aktorzy kostiumowi
- Kazuo Niibori – Czerwony Jastrząb
- Naoki Ōfuji – Czarny Kondor
- Hirofumi Ishigaki – Żółty Puchacz
- Yūichi Hachisuka – Biały Łabędź (odc. 1-24)
- Masato Akada – Biały Łabędź (odc. 25-51)
- Shōji Hachisuka – Niebieska Jaskółka
- Hideaki Kusaka:
  - Jet Ikar,
  - Tetra Boy
- Yasuhiro Takeuchi – Tetra Boy

Źródło: 

## Muzyka
Opening
- "Chōjin Sentai Jetman" (jap. 鳥人戦隊ジェットマン Chōjin Sentai Jettoman)

Słowa: Toyohisa Araki
Kompozycja i aranżacja: Gōji Tsuno
Wykonanie: Hironobu Kageyama
Ending
- "Kokoro wa Tamago" (jap. こころはタマゴ)

Słowa: Toyohisa Araki
Kompozycja: Kōji Tsuno
Aranżacja: Kenji Yamamoto
Wykonanie: Hironobu Kageyama